# Polska na Zimowych Igrzyskach Paraolimpijskich 2014
Polska reprezentacja na Zimowych Igrzyskach Paraolimpijskich 2014 liczy 8 sportowców występujących w trzech spośród pięciu rozgrywanych dyscyplin. 
W kadrze zawodniczej znalazło się trzech debiutantów (Igor Sikorski, Witold Skupień, Wojciech Taraba). Pozostali sportowcy mają za sobą występy na poprzednich Igrzyskach w Vancouver. Spośród nich Kamil Rosiek brał udział także w Zimowych Igrzyskach w 2006.
Zawodnikom towarzyszy Misja Paraolimpijska w składzie Longin Komołowski (prezes PKPar), Łukasz Szeliga (Wiceprezes Polski Komitet Paraolimpijski. Prezes Polskiego Związku Sportu Niepełnosprawnych, Trener Kadry) Monika Maniak-Iwaniszewska (szef misji), Robert Kamiński (zastępca szefa misji) i Paulina Malinowska-Kowalczyk (attaché prasowy), a także misja medyczna: Wojciech Gawroński (szef misji, lekarz), Jadwiga Pociask (fizjoterapeuta).

## Skład reprezentacji

### Biathlon i biegi narciarskie
Obaj zawodnicy występują w konkurencjach biegowych i biathlonowych.
- Kamil Rosiek
- Witold Skupień

Sztab szkoleniowy i techniczny: Stanisław Kępka, Stanisław Jan Kępka

### Narciarstwo alpejskie
- Michał Klos
- Maciej Krężel z przewodnikiem Anną Ogarzyńską
- Igor Sikorski
- Andrzej Szczęsny
- Rafał Szumiec
- Wojciech Taraba (występuje w konkurencji snowboard cross, zakwalifikowanej na igrzyskach do dyscypliny narciarstwa alpejskiego)

Sztab szkoleniowy i techniczny: Łukasz Szeliga, Bartłomiej Olszewski, Romuald Schmidt, Małgorzata Kelm